# Яковлє
Яковлє (хорв. Jakovlje) — населений пункт і громада в Загребській жупанії Хорватії.

## Населення
Населення громади за даними перепису 2011 року становило 3 930 осіб. Населення самого поселення становило 2 572 осіб.
Динаміка чисельності населення громади:
Динаміка чисельності населення центру громади:

## Населені пункти
Крім поселення Яковлє, до громади також входять: 
- Ігрище
- Кралєв Врх

## Клімат
Середня річна температура становить 10,21 °C, середня максимальна – 24,44 °C, а середня мінімальна – -6,49 °C. Середня річна кількість опадів – 954 мм.
| Клімат поселення                              | Клімат поселення | Клімат поселення | Клімат поселення | Клімат поселення | Клімат поселення | Клімат поселення | Клімат поселення | Клімат поселення | Клімат поселення | Клімат поселення | Клімат поселення | Клімат поселення | Клімат поселення |
| Показник                                      | Січ.             | Лют.             | Бер.             | Квіт.            | Трав.            | Черв.            | Лип.             | Серп.            | Вер.             | Жовт.            | Лист.            | Груд.            |                  |
| Середній максимум, °C                         | 5,82             | 7,92             | 12,25            | 16,67            | 21,38            | 24,44            | 23,71            | 23,11            | 19,16            | 14,16            | 8,28             | 4,50             |                  |
| Середня температура, °C                       | −0,34            | 1,76             | 6,11             | 10,53            | 15,23            | 18,30            | 20,02            | 19,43            | 15,48            | 10,48            | 4,60             | 0,82             |                  |
| Середній мінімум, °C                          | −6,49            | −4,38            | −0,03            | 4,40             | 9,09             | 12,16            | 16,34            | 15,76            | 11,81            | 6,81             | 0,92             | −2,85            |                  |
| Норма опадів, мм                              | 50               | 49               | 63               | 69               | 81               | 107              | 90               | 94               | 96               | 94               | 93               | 68               |                  |
| Середньомісячна швидкість вітру, м/с          | 1.66             | 1.84             | 2.24             | 2.16             | 2.01             | 1.83             | 1.80             | 1.60             | 1.60             | 1.62             | 1.71             | 1.70             |                  |
| Середньомісячна сонячна радіація, кДж/м²·день | 4103             | 6839             | 10493            | 14817            | 18952            | 20765            | 21551            | 18773            | 13862            | 8576             | 4520             | 3276             |                  |
| --------------------------------------------- | ---------------- | ---------------- | ---------------- | ---------------- | ---------------- | ---------------- | ---------------- | ---------------- | ---------------- | ---------------- | ---------------- | ---------------- | ---------------- |
| Джерело:                                      |                  |                  |                  |                  |                  |                  |                  |                  |                  |                  |                  |                  |                  |